# Doris Günther
Doris Günther, née le 3 mai 1978 à Zell am See, est une snowboardeuse autrichienne spécialisée dans les épreuves de snowboardcross, slalom parallèle et slalom géant parallèle. Elle a participé à deux olympiades en 2002 et 2006 où son meilleur résultat fut une quatrième place lors du slalom parallèle en 2006, elle a également participé à de nombreux championnats du monde où elle remporte deux médailles d'argent en slalom géant parallèle derrière sa compatriote Marion Kreiner et en slalom parallèle derrière la Suissesse Fränzi Mägert-Kohli lors de l'édition 2009, enfin elle s'est illustrée à plusieurs reprises en coupe du monde où elle compte neuf victoires (toutes en parallèle) et 26 podiums.

## Jeux olympiques&Championnats du monde
| Édition/Discipline         | Snowboardcross | Slalom géant Parallèle | Slalom parallèle |
| Championnats du monde 2001 | disqualifiée   | -                      | -                |
| Jeux olympiques de 2002    | -              | n'a pas terminé        | -                |
| Championnats du monde 2003 | 23e            | -                      | -                |
| Championnats du monde 2005 | -              | 27e                    | -                |
| Jeux olympiques de 2006    | 14e            | 4e                     | -                |
| Championnats du monde 2007 | 14e            | -                      | 6e               |
| Championnats du monde 2009 | -              | Argent                 | Argent           |
| Jeux olympiques de 2010    | -              | 9e                     | -                |
| Championnats du monde 2011 | -              | Argent                 | -                |

## Palmarès

### Coupe du monde de snowboard
- 1 gros globe de cristal :
  - Vainqueur du classement général en 2009.
- Meilleur classement en parallèle : 2e en 2009 et 2010.
- Meilleur classement en snowboardcross : 7e en 2001 et 2003.
- 9 victoires, 27 podiums au total.

#### Saison par saison
- Coupe du monde 2002 :
  - Slalom géant parallèle : 2 victoires (Tignes (France) et Ischgl (Autriche)).
- Coupe du monde 2006 :
  - Slalom parallèle : 1 victoire (Saint-Pétersbourg (Russie)).
- Coupe du monde 2008 :
  - Slalom géant parallèle : 1 victoire (Sungwoo (Corée du Sud)).
- Coupe du monde 2009 :
  - Slalom parallèle : 1 victoire (Landgraaf (Pays-Bas)).
  - Slalom géant parallèle : 3 victoires (Limone Piemonte (Italie)), (Kreischberg (Autriche)) et (Sudelfeld (Allemagne)).
- Coupe du monde 2010 :
  - Slalom parallèle : 1 victoire (Moscou (Russie)).